# 余功斌
余功斌（1967年4月—），男，汉族，湖北随州人。1987年6月加入中国共产党，1990年8月参加工作，研究生学历、博士学位。中华人民共和国政治人物，第十三届全国人民代表大会辽宁地区代表。

## 简历
1990年8月，从中华人民共和国财政部财政科学研究所毕业后就进入财政部工作，先后在原文教行政财务司、社会保障司工作。2001年起，历任社会保障司综合制度处副处长、正处长级司秘、制度精算处处长、社会保障司副司长等职务。期间，于2011年6月至2012年12月在云南省昆明市挂职出任副市长。2012年12月，挂职任云南省人民政府副秘书长。2013年9月，任中华人民共和国财政部驻贵州省财政监察专员办事处党组书记、监察专员。
2016年9月，任营口市委副书记、代市长。2016年10月当选市长。2019年3月，任鞍山市委副书记、市长。2021年5月，任中共鞍山市委书记。
2018年2月24日，当选为第十三届全国人大代表。
2023年1月，当选为辽宁省政协副主席。